# Standard Fruit Company

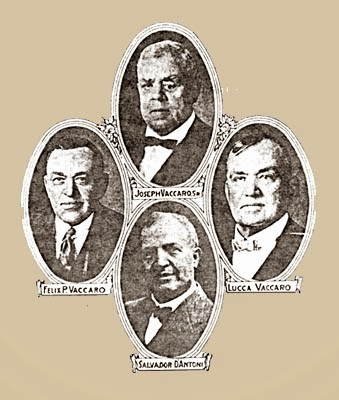
Fotos der Vaccaro-Brüder

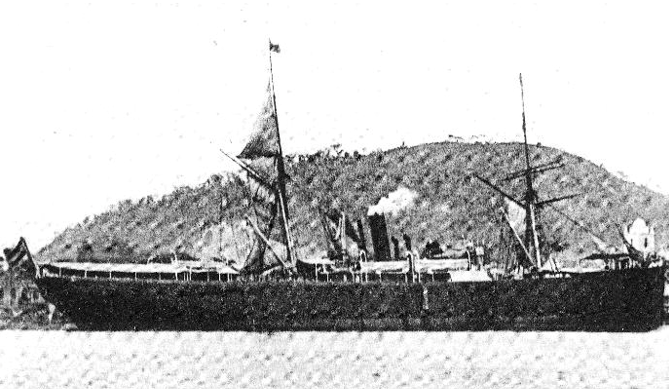
Die Venus, 1877 von Mitchell & Co für die Hamburg Süd gebaut, wurde 1903 von UFCO für Kühlversuche gechartert und 1906 an die Vaccaro Bros. and Co. verkauft und 1913 abgewrackt

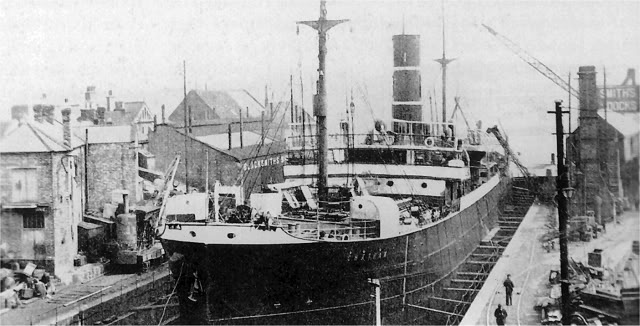
Caloria, gebaut 1906 von Armstrong Withworth & Co, im Trockendock, 1923 an die Vaccaro Bros. and Co., 1942–46 an WSA und 1947 abgewrackt

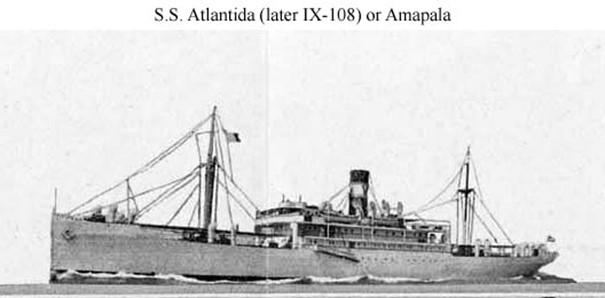
Das 1924 gebaute Schwesterschiff Atlantida wurde 1933 an die Standard Fruit & Steam Ship Co. verkauft und erhielt 1935 Ladungskühlanlagen

Die Standard Fruit Company mit Zentrale in New Orleans war die Nachfolgegesellschaft der 1906 ins Leben gerufenen Firma Vaccaro Bros. and Co., die sich mit dem Import von Frischwaren beschäftigte und von den ursprünglich aus Sizilien stammenden Vaccaro-Brüdern gegründet wurde. 1924 wurde der Name des Unternehmens in Standard Fruit Company und 1926 in Standard Fruit and Steamship Company geändert, letztere beschäftigte 1935 etwa 35 Schiffe.

## Geschichte
Die drei in Palermo, Italien, geborenen Brüder Joseph, Luca und Felix Vaccaro waren zusammen mit ihrem Schwiegersohn Salvador D’Antoni gegen Ende des 19. Jahrhunderts in New Orleans im Obstanbau und der Lebensmittelbranche tätig.
Ein strenger Frost zerstörte 1899 ihre Orangenhaine. Als Obstersatz begannen sie, Kokosnüsse und Bananen aus Honduras zu importieren. Da die Anbaugebiete wenig erschlossen waren, bauten sie Eisenbahnstrecken, Straßen und auch Anlegestellen für Schiffe. In Honduras gründeten sie eine der ersten Banken und bauten hier eines der ersten Krankenhäuser. Vor dem Ersten Weltkrieg wurden sie damit ein wichtiger Investor und Exporteur in Honduras.
Die Schiffe verkehrten vornehmlich zwischen New Orleans und Honduras und sie setzten neben eigenen viele gecharterte Schiffe ein.

### 1924 Standard Fruit Company
1915 standen Vaccaro Bros. and Co. in New Orleans im Bananenhandel in Konkurrenz zur United Fruit Co. und im internationalen Bananenhandel wurden sie nur durch die United Fruit Company übertroffen. Nach dem Ersten Weltkrieg konnten sie weiter expandieren, da Beschränkungen wegfielen und sie frei gewordene Schiffe günstig aufkaufen konnten. In den 1920er Jahren wuchs Standard Fruit beträchtlich auch durch die Übernahme von anderen Gesellschaften. Der Name des schnell wachsenden Unternehmens wurde 1924 in Standard Fruit Company geändert. Das Familienunternehmen wagte aufgrund der schnellen Expansion und zur Kapitalbeschaffung für die Weiterentwicklung und Forschung 1925 den Gang an die Börse. Zu dieser Zeit wurde im Bereich der Forschung viel Aufwand im Anbau und besonders zum Transport mit Eisenbahnwaggons und Schiffen und zum Reifeverhalten der Bananen getrieben.

### 1926 Standard Fruit and Steamship Company
Es wurde mit der Kühlung und verschiedenen Kühlverfahren experimentiert und eines der Ergebnisse war die Anwendung von Eis und Ventilatoren zur Umluftkühlung in den Laderäumen der Schiffe. Zur Bereitstellung von Eis zur Kühlung wurden Eisfabriken gebaut bzw. gekauft. Die Vaccaro Brüder übernahmen fast alle Eishäuser in New Orleans, und Joseph Vaccaro wurde auch als „Eiskönig“ bezeichnet. Zu dieser Zeit wurden Kühlschränke nicht elektrisch, sondern mit Eisblöcken gekühlt, daher kam den Eisfabriken in den Städten verglichen mit heute eine ganz andere Rolle zu.
Mit der Expansion wuchs die Flotte auf 35 Schiffen und der Name der Gesellschaft wurde aufgrund der zunehmenden Schifffahrtsaktivitäten 1926 in Standard Fruit and Steamship Company geändert. Nach dem Zweiten Weltkrieg wurden viele der eigenen Schiffe verkauft oder abgewrackt, und die Seetransporte wurden mit gecharterter Tonnage fortgesetzt.

### 1968 wurde Standard Fruit von Castle und Cooke übernommen
1964 wurde Standard Fruit von Castle und Cooke zu 55 %
und 1968 vollständig übernommen. Castle und Cooke hat sich 1991 in Dole Food Company umbenannt.